# Terrorangrebet i Mumbai 2006
Terrorangrebet i Mumbai 2006 fandt sted den 11. juli 2006. Her blev en serie af i alt syv bomber bragt til sprængning i forstadstoget i Mumbai, Indiens finansielle hovedstad og landets største by. Denne togstrækning hører til en af verdens travleste. Yderligere en bombe blev fundet og afmonteret ved Borivali-stationen. Bombesprængningerne kostede 209 mennesker livet og sårede op omkring 714. Fem personer blev anklaget for angrebet.

## Forløbet af terrorangrebet
Bomberne blev placeret på det daglige tog på den vestlige forbindelse mellem centrum og forstæderne. Denne forbindelse udgør rygraden i byens transportnetværk. Den første eksplosion fandt sted kl 18:24 (lokal tid), og de øvrige fandt sted i løbet af de næste elleve minutter, indtil kl 18:35. Dette er det tidspunkt på dagen, hvor flest mennesker er på vej hjem fra arbejde. Bomberne var placeret i en række tog (på første klasse), som kørte mellem Churchgate i centrum og byens vestlige forstæder. De sprængtes ved eller tæt ved forstadsstationerne Matunga Road, Khar Road, Santacruz, Jogeshwari, Mahim, Borivali and Bhayandar, hvor der sprængtes to bomber.
Disse bombesprængninger i Mumbai kom få timer efter en serie af granatangreb i Srinagar, som er den største by i Jammu og Kashmir. Det forlyder dog fra landets indenrigsministerium, at der ikke er en forbindelse mellem disse og bomberne i Mumbai. Der hersker dog tvivl om dette, da der findes forskellige rapporter med modstridende forklaringer på, hvorvidt angrebene blev udført af den samme gruppe, og – for den sags skyld – hvilken gruppe, der er tale om. Indenrigsminister Shivraj Patil fortalte journalister, at myndighederne forud for terrorangrebne havde adgang til oplysninger om, at et angreb var nært forestående, men tid og sted var ukendt.
Bomberne førte til, at samtlige togforbindelser i den vestlige del af Mumbai blev lukket ned.
| Tog                                                                                     | Sted for eksplosion           | Vogntype    | Tidspunkt (IST) | Døde | Sårede | Kilder |
| --------------------------------------------------------------------------------------- | ----------------------------- | ----------- | --------------- | ---- | ------ | ------ |
| Travelling north from Churchgate                                                        | Khar Road – Santacruz         | First Class | 18:24           | 9    |        |        |
| 17:50 Fast Local Churchgate-Borivali                                                    | Bandra – Khar Road            | First Class | 18:24           | 22   |        |        |
| 17:37 Slow Local Churchgate-Borivali                                                    | Jogeshwari (PF #1)            | First Class | 18:25           | 28   |        |        |
| 17:54 Fast Local Churchgate-Borivali                                                    | Mahim Junction (PF #3)        | First Class | 18:26           | 43   |        |        |
| Travelling north from Churchgate                                                        | Mira Road – Bhayandar         | First Class | 18:29           | 31   |        |        |
| 17:57 Fast Local Churchgate-Virar                                                       | Matunga Road – Mahim Junction | First Class | 18:30           | 28   |        |        |
| 17:37 Fast Local Churchgate-Virar                                                       | Borivali 1                    | First Class | 18:35           | 26   |        |        |
|                                                                                         |                               | Total       | 11 minutter     | 209  | 714    | [ 1 ]  |
| 1 En bombe eksploderede dette sted, men en anden blev fundet af politiet og desarmeret. |                               |             |                 |      |        |        |

## Reaktioner fra verden
- Afghanistans præsident Hamid Karzai udtalte:, at "afghanere har lidt under terroristers handlinger gennem mange år og forstår den smerte og lidelse, som terrorismen medfører. Mine tanker er med familierne til ofrerne og de sårede."

- Australiens udenrigsminister Alexander Downer udtalte, at "disse meningsløse nedslagtninger af uskyldige civile understreger den fortsatte vigtighed af en stærk international indsats for at konfrontere truslen fra terroismen, hvorend den truer vores samfund."

- Canadas udenrigsminister Peter MacKay beskrev bomberne som "en uacceptabel voldshandling mod uskyldige civile" og understregede samtidigt, at "Canada står sammen med Indien i fordømmelsen af disse terrorhandlinger, udført af de, som værdsætter menneskeliv mindre end deres egne ekstreme overbevisninger".

- Irlands udenrigsminister Dermot Ahern udtalte, at "bombningerne, som fandt sted i Mumbai i dag, og som tydeligvis var designet for at sprede maksimal rædsel blandt mennesker, som lever deres daglige liv, skal kraftigt fordømmes. Ingen følelse af uretfærdighed kan legitimere angreb som disse, rettet mod uskyldige civile. Jeg ønsker at udtrykke min sympati med Mumbais og Indiens borgere og med alle, som har misted deres kære eller lidt skade i disse frygtlige terrorhandlinger".

- Pakistans præsident Pervez Musharraf fordømte eksplosionerne, som "en afskylig terrorhandling, der har resulteret i tabet af mange dyrbare liv". Pakistans premierminister Shaukat Aziz udtalte desuden, at "terrorisme er en lidelse i vores tid, og den må fordømmes, afvises og mødes med effektive og omfattende modtræk".

- Ruslands præsident Vladimir Putin udtalte, at "der er ingen – og der kan ikke være nogen – måde at redifærdiggøre en så kynisk og forfærdelig forbrydelse".

- Sydafrikas præsident Thabo Mbeki udtalte, at han har tiltro til, at de indiske myndigheder opsporer de skyldige og lader retfærdigheden ske.

- Spaniens premierminister José Luis Rodríguez Zapatero udtrykte sin "dybe sorg" og sagde, at Mumbai oplevede rædslerne fra et lignende angreb i Madrid, 2004.

- Storbritanniens premierminister Tony Blair udtalte: "Jeg fordømmer på det kraftigste disse brutale og skamfulde angreb. Terrorisme kan ikke retfærdiggøres. Vores tanker er med ofrene og deres familier. Vi står sammen med Indien, der, som verdens største demokrati, deler vores værdier og vores faste beslutning om at bekæmpe terrorisme i alle dens afskygninger".

- USAs indenrigsministerium udsendte en pressemeddelelse, som fortalte, at USA "fordømmer disse angreb på den stærkest mulige måde". De kaldte desuden angrebne for "meningsløse voldshandlinger, skabt til at ramme de uskyldige mennesker, som blot lever deres daglige liv".